# Кантансио, Леопольдо
Леопольдо Кантансио (филипп. Leopoldo Cantancio; 6 июля 1963 — 20 апреля 2018) — филиппинский боксёр, представитель лёгкой, полулёгкой и легчайшей весовых категорий. Выступал за сборную Филиппин по боксу в 1980-х годах, двукратный чемпион Азии, чемпион Игр Юго-Восточной Азии, серебряный и бронзовый призёр Азиатских игр, участник двух летних Олимпийских игр. Также известен как тренер по боксу.

## Биография
Леопольдо Кантансио родился 6 июля 1963 года.
Первого серьёзного успеха на взрослом международном уровне добился в сезоне 1981 года, когда вошёл в состав филиппинской национальной сборной и в зачёте легчайшей весовой категории одержал победу на домашнем Кубке президента в Маниле. Также в этом сезоне получил бронзу на Кубке президента в Джакарте, уступив на стадии полуфиналов советскому боксёру Самсону Хачатряну, получил бронзу на Кубке мира в Монреале, где вновь был остановлен Хачатряном.
В 1982 году в полулёгком весе занял первое место на Кубке короля в Бангкоке, выступил на Азиатских играх в Дели и на чемпионате мира в Мюнхене.
В 1983 году отметился победами на чемпионате Азии в Нахе и на Играх Юго-Восточной Азии в Сингапуре.
Благодаря череде удачных выступлений удостоился права защищать честь страны на летних Олимпийских играх 1984 года в Лос-Анджелесе — в категории до 60 кг благополучно прошёл первых троих соперников по турнирной сетке, тогда как в четвёртом четвертьфинальном бою досрочно в третьем раунде потерпел поражение от корейца Чон Чхиль Сона.
На азиатском первенстве 1985 года в Бангкоке вновь был лучшим, на сей раз в зачёте лёгкой весовой категории.
В 1986 году добавил в послужной список серебряную медаль, полученную в лёгком весе на Азиатских играх в Сеуле.
Находясь в числе лидеров боксёрской команды Филиппин, прошёл отбор на Олимпийские игры 1988 года в Сеуле, однако здесь в первом же бою категории до 60 кг проиграл нокаутом представителю СССР Константину Цзю и сразу же выбыл из борьбы за медали.
После сеульской Олимпиады Кантансио ещё в течение некоторого времени оставался в основном составе филиппинской национальной сборной и продолжал принимать участие в крупнейших международных турнирах. Так, в 1989 году в лёгком весе он завоевал золотую медаль на Кубке мэра в Маниле, в частности в финале одолел советского боксёра Айрата Хаматова.
В 1990 году побывал на Азиатских играх в Пекине, откуда привёз награду бронзового достоинства, выигранную в лёгком весе. Вскоре по окончании этих соревнований принял решение завершить спортивную карьеру и перешёл на тренерскую работу.
Насмерть разбился на мотоцикле 20 апреля 2018 года в возрасте 54 лет, возвращаясь из города Баколод домой в Баго.